# CSU/DSU
CSU/DSU (Channel Service Unit/Data Service Unit) is een digitaal interfaceapparaat gebruikt om een router te verbinden met een ISP-aansluiting zoals T1, T2 of T3.
Een CSU/DSU opereert op laag 1 (fysieke laag) van het OSI-model. CSU/DSU's worden ook als afzonderlijke producten gemaakt: CSU's en DSU's. Een van de twee of beide kunnen onderdeel zijn van een T1 WAN-kaart toegevoegd aan Data Terminal Equipment als een router.